# Рукитен
Рукитен (њем. Rukieten) општина је у њемачкој савезној држави Мекленбург-Западна Померанија. Једно је од 59 општинских средишта округа Бад Доберан. Према процјени из 2010. у општини је живјело 314 становника. Посједује регионалну шифру (AGS) 13051067.

## Географски и демографски подаци
Рукитен се налази у савезној држави Мекленбург-Западна Померанија у округу Бад Доберан. Општина се налази на надморској висини од 32 метра. Површина општине износи 12,4 km². У самом мјесту је, према процјени из 2010. године, живјело 314 становника. Просјечна густина становништва износи 25 становника/km².